# Miletus gaesa
Miletus gaesa är en fjärilsart som beskrevs av De Nicéville 1895. Miletus gaesa ingår i släktet Miletus och familjen juvelvingar. Inga underarter finns listade i Catalogue of Life.